# کچچی‌اوغلو محمد
کچچی‌اوغلو محمد (ترکی آذربایجانی: Keçəçioğlu Məhəmməd; ۱۸ ژوئن ۱۸۶۴ – ۲۰ نوامبر ۱۹۴۰) خواننده موسیقی مقامی آذربایجانی بود.

## زندگی‌نامه
کچچی‌اوغلو محمد در سال ۱۸۶۴ در شهر شوشی چشم به جهان گشود. او نقش ویژه ای در توسعه فرهنگ موسیقی آذربایجان از خود نشان داد. وی هنر خوانندگی موسیقی مقامی را در مدرسه «خاری‌بلبل» شوشی و نزد خواننده نام‌آور، مشهدی ایسی، فرا گرفت. وی از سفرهای کاری متعددی در کارنامه خود برخوردار است. کچچی‌اوغلو محمد علاوه بر خوانندگی، به فعالیت‌های آموزشی نیز می‌پرداخت. در سال ۱۹۲۶ عزیر حاجی‌بیگف از وی برای شروع کار به عنوان مربی موسیقی در تالار دولتی فیلارمونیک آکادمیک آذربایجان دعوت کرد و کچچی‌اوغلو محمد خوانندگان جوان موسیقی مقامی زیادی را تربیت کرد.
کچچی‌اوغلو محمد در تاریخ ۲۰ نوامبر سال ۱۹۴۰ در شهر قبه آذربایجان شوروی سابق دیده بر جهان فروبست.

## فعالیت‌های هنری
کارگان کچچی‌اوغلو محمد شامل موسیقی‌های مقامی کلاسیک، تصنیف‌ها و موسیقیهای فولک است. مخصوصاً، دونفری خواندنی وی از صحنه‌هایی از داستان «لیلی و مجنون» محمد فضولی به همراه جبار قاریاغدی‌اوغلو در آن روزگار محبوبیت و معروفیت فراوانی داشت. تعدادی از موسیقی‌های مقامی، تصنیف‌ها و موسیقیهای فولکی که وی خوانده بود، در سال ۱۹۱۲ در شرکت «Sport-Record» در ورشو و در سال ۱۹۱۴ در شرکت «Ekstrafon» در کی‌یف روی صفحه گرامافون ضبط شد.